# Pholcus
Pholcus je rod pavouků z čeledi třesavkovití. Nejčastějším druhem rodu Pholcus je třesavka velká (Pholcus phalangioides).

## Popis
Druhy rodu Pholcus mají extrémně tenké a dlouhé nohy. Mají osm očí a jsou větší než jiné třesavky. Končetiny u zástupců rodu Pholcus jsou mnohem delší než tělo, takže tito pavouci připomínají sekáče.

## Chování
Když jsou druhy rodu Pholcus vyrušeny, tak často ve své pavučině dělají krouživý pohyb. Umí lapit kořist větší, než jsou samy.